# Младен Вуруна
Младен Вуруна (Београд, 5. јул 1963) је пензионисани генерал-мајор Војске Србије. Бивши је ректор Универзитета одбране Србије и бивши начелник Војне Академије Војске Србије.

## Биографија
Завршио је Војну Гимназију 1982, Војну академију 1987. Магистрирао је на Технолошко-металуршком факултету Универзитета у Београду 2000, а докторирао 2005. године на Војној Академији.

## Образовање
- Војна гимназија 1982. године
- Војно техничка-академија, 1987. године

## Досадашње дужности
- Начелник Управе за одбрамбене технологије, 2018-2020
- Ректор Универзитета одбране, 2014-2018
- Начелник Војне академије, 2009-2014
- Начелник Управе за школство Министарства одбране, 2008-2009

## Унапређења у чинове
| Година |  | Чин              |
| ------ |  | ---------------- |
| 1987   |  | поручник         |
| 1990   |  | капетан          |
| 1993   |  | капетан I класе  |
| 1997   |  | мајор            |
| 2001   |  | потпуковник      |
| 2005   |  | пуковник         |
| 2009   |  | бригадни генерал |
| 2012   |  | генерал-мајор    |